# Nicholas Nickleby (powieść)

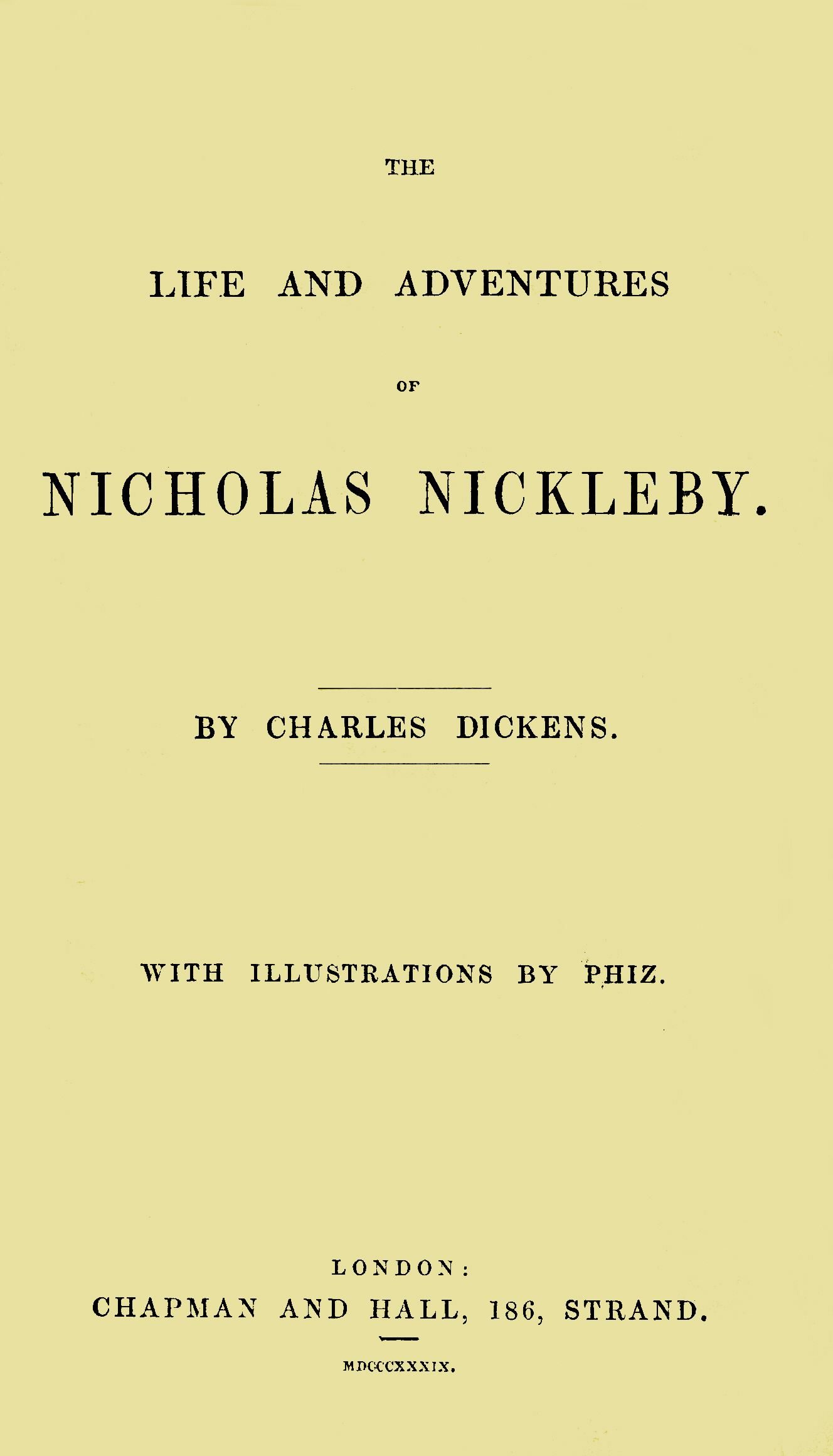
Strona tytułowa pierwszego wydania

Nicholas Nickleby (ang. The Life and Adventures of Nicholas Nickleby) – powieść Karola Dickensa, publikowana w odcinkach w latach 1838–1839, nakładem firmy „Chapman and Hall”. Była to trzecia powieść w dorobku pisarza. Opowiada o losach młodego nauczyciela, tytułowego Nicholasa i jego siostry Kate. Powieść zawiera charakterystyczny dla twórczości Dickensa motyw dziecka wyzyskiwanego przez dorosłych. W jej konstrukcji pojawiają się także elementy charakterystyczne dla melodramatu i baśni.

## Adaptacje filmowe
- Nicholas Nickleby – australijski film animowany z 1985 roku.
- Nicholas Nickleby – film z 2002 roku.